# プラシド・ドミンゴ

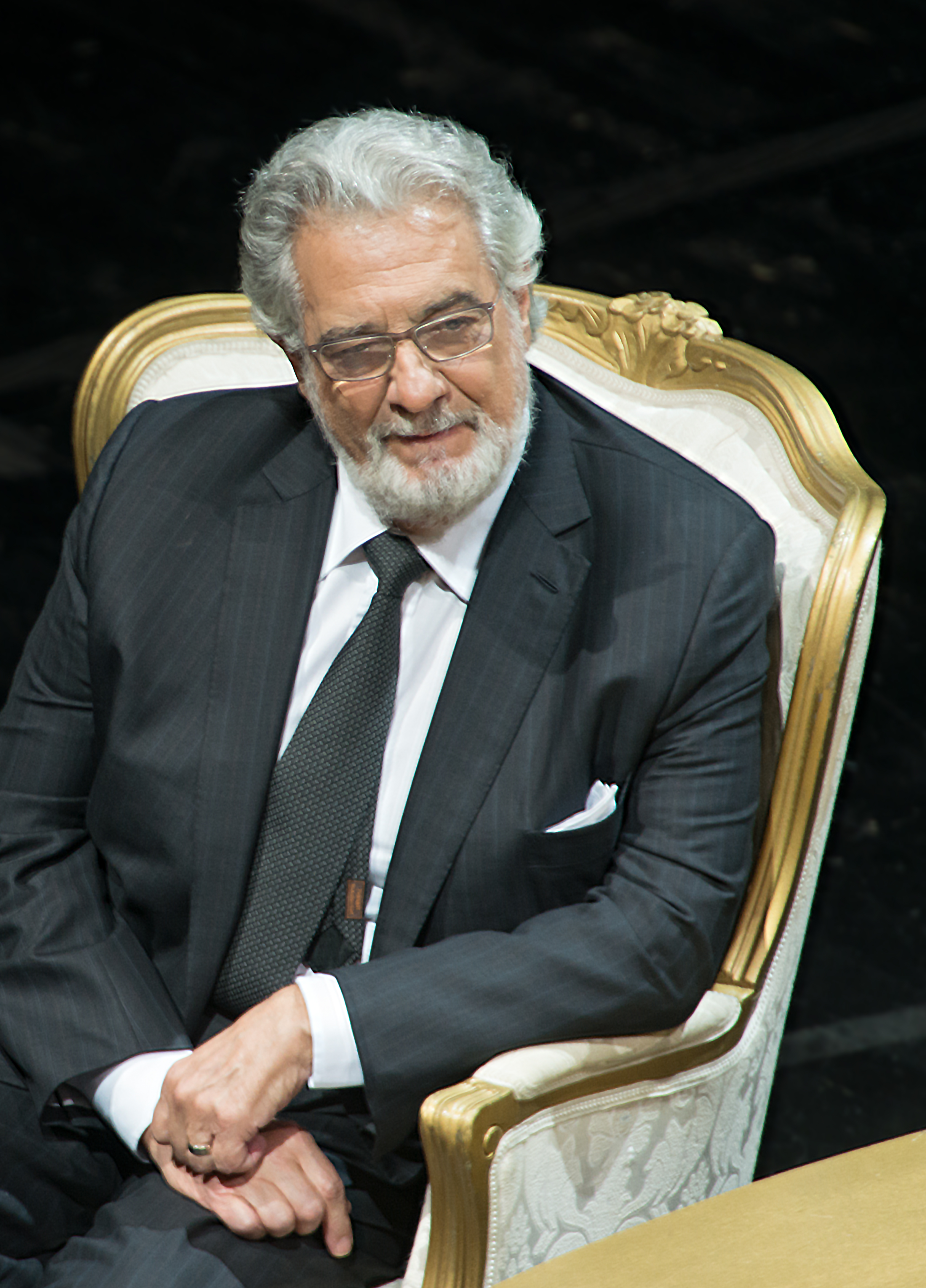
Placido Domingo 2014

ホセ・プラシド・ドミンゴ・エンビル（José Plácido Domingo Embil KBE, 1941年1月21日 - ）は、スペインのオペラ歌手、指揮者、芸術監督。
年上のルチアーノ・パヴァロッティ、年下であり同じくスペイン出身のホセ・カレーラスと共に三大テノールとしても広く知られる。

## 経歴

### 生い立ち
スペインのマドリード生まれ。両親はサルスエラ歌手。1949年、サルスエラ劇団を経営する家族とともにメキシコに移住、両親の一座で子役として舞台に立っていた。1955年にメキシコシティの国立音楽院に入学してピアノと指揮を学ぶ。

### デビュー
1959年に、メキシコシティのメキシコ国立歌劇場でテノール歌手としてデビューした。1961年には同じくメキシコのモンテレイでアルフレード（『椿姫』）を歌い、本格的な初主演を飾る。
1962年にテルアビブ歌劇場と契約し、イスラエルに移る。多くの役に挑戦して実力を蓄えつつ、1965年までイスラエルで活躍。1965年にニューヨーク・シティオペラと契約してアメリカに移った。1967年には、ドン・カルロ（タイトル・ロール）を歌ってウィーン国立歌劇場にデビューする。

### 世界的名声
1968年には西ドイツのハンブルクでローエングリンを歌ってワーグナー作品にも進出したが、声帯障害を引き起こしてしまう。同年、ニューヨークのメトロポリタン歌劇場にチレア作曲「アドリアーナ・ルクヴルール」マウリツィオ役でのデビューが決定、リハーサルを行っていたドミンゴだったが、同役を演じていたスター歌手フランコ・コレッリが突然出演をキャンセルしたため、劇場は代役をドミンゴに依頼、劇場に急遽駆けつけてマウリツィオを演じたドミンゴは、思いがけず数日早まったメトロポリタン・デビューを成功させる。
また、1969年にはエルナーニ（ヴェルディ作曲同名作）でスカラ座、1971年にはカヴァラドッシ（プッチーニ作曲「トスカ」）を歌ってロンドンのロイヤル・オペラ・ハウスにデビューし、世界的な名声を確立した。
日本には、1975年のメトロポリタン歌劇場の引っ越し公演で初来日し、プッチーニの『ラ・ボエーム』を、パヴァロッティ、コレッリとトリプル・キャストで歌った。翌年には、第8次NHKイタリア歌劇団で『カヴァレリア・ルスティカーナ』と『道化師』を歌っている。その後は1981年のスカラ座の来日公演でカルロス・クライバー指揮の『オテロ』に出演するなど、何度も来日している。

### 多彩な活躍
1981年には、アメリカ合衆国のフォーク／ポップ歌手のジョン・デンバーとデュエットで歌った『パーハップス・ラヴ』を録音したことで、オペラ界以外からも広く知られる歌手となった。1989年5月21日には、松田聖子とのデュエットでアルバム「ゴヤ…歌でつづる生涯」が発売された。親日家としても知られたびたび来日している。
また、前述の2人とともに三大テノールとして、1990年のFIFAワールドカップイタリア大会を皮切りに、1994年のアメリカ大会、1998年のフランス大会、2002年の日韓大会まで3人合同での演奏会を開いた。
1992年に地元のスペインで開催されたバルセロナオリンピックでは開会式と閉会式に出演し、大観衆の前で美声を披露、特に閉会式で歌ったオリンピック賛歌は、「史上最高のオリンピック賛歌」「オリンピック賛歌を歌わせるのならドミンゴが一番」との高い評価を受けた。また、1994年のリレハンメル冬季オリンピックでやはり同歌の独唱を披露したシセル・シルシェブーの才能にも目を止め、オリンピック賛歌ソリスト同士のデュエットを実現させたことも話題となった。さらに、2008年北京オリンピックの閉会式にも出演した。
なお、プロはだしといわれるピアノの演奏を披瀝する機会は多くないが、1983年にクリストフ・エッシェンバッハが指揮をかねてモーツァルトのピアノ協奏曲をEMIに連続録音した際、「3台のピアノのための協奏曲」の第3ピアノ(第2ピアノはユストゥス・フランツ)に指名されたことがある。これは、ドミンゴの映画撮影が延びた関係で実現しなかったが、代役で急遽ロンドン入りし妙技を披露したのは、何と西ドイツ前首相のヘルムート・シュミットであった。

### 現在
2000年には「ケネディ・センター賞」を受賞、また、イギリス政府からも大英帝国勲章を授与されている。その後も他のジャンルの歌手との共演を積極的に行い、2002年にはロック・バンド、サンタナのアルバム「シャーマン」にゲスト参加し、1曲を歌った。
2004年暮れから2005年にかけて、ワーグナーの「トリスタンとイゾルデ」のトリスタン役に初挑戦。EMIにレコーディングされたが、この録音がEMIによる最後のオペラ録音（以後のオペラソフトのリリースが視覚的要素のあるDVDに移行するため）となった。また、2005年に録音した「エドガール」で、プッチーニの歌劇全作品を録音する記録を樹立した。
2010年2月13日、東京での公演中に腹痛を訴え、活動休止を余儀なくされた。3月にニューヨークにて大腸癌の手術を受け療養し、4月16日よりミラノで予定されているスカラ座公演から復帰する。
2011年3月に発生した福島第一原子力発電所事故の影響で日本国外の演奏家が次々と日本公演をキャンセルする中、4月10、13日に東京で予定されていた公演は変更せずに実施した。アンコールに際しては日本語で唱歌「故郷」を歌った。
大のF1ファンとしても知られ、2012年ハンガリーグランプリおよび2016年スペイングランプリでは表彰台ドライバーのインタビュアーを務め、2013年日本グランプリでは表彰式のプレゼンターを務めた。
2020年3月22日、新型コロナウィルスの検査で陽性反応が出たため、家族とともに外部との接触を断っていることを明らかにした。発熱や咳症状はあるものの体調は良いとし、Facebook上で手洗いの励行など感染予防の対策を取るようファンに呼び掛けている。

### セクハラ疑惑
2019年8月13日、AP通信は、長年セクハラや不適切な行為を受けていたと告発する女性歌手ら9人の証言を報じた。ロサンジェルス歌劇場が調査に乗り出し、9月にも11人の女性が被害を申し立てている。ダラス歌劇場とサンフランシスコ歌劇場は予定されていた公演をキャンセル、フィラデルフィア管弦楽団は出演依頼の取り下げとなった。芸術監督を務めていたメトロポリタン歌劇場はロサンジェルス歌劇場の調査結果を待って最終決定を下す方針であったが、9月25日の『マクベス』と11月の『マダム・バタフライ』については降板となることを発表し、「ドミンゴ氏は今後METで開催される公演に出演しないことで合意しました。METとドミンゴ氏は同氏が降板する必要があるという点で同意しています」とコメントしている。
2020年2月25日にドミンゴは「（女性たちに）生じさせた苦しみを本当に申し訳なく思っていることを知ってもらいたい。私の行為に関する全責任を負う」と被害者への謝罪を表明した。オペラ歌手らで作られる米労組の弁護士は2019年9月から12月末まで55人に聞き取り調査を行っており、1990年代と2000年代にドミンゴによるセクハラを経験もしくは目撃した27人に加えて、12人がドミンゴの評判を知っていたことが分かった。2人の女性は自らのキャリアに悪影響が及ばぬよう、性的行為を強いられて従うほかなかったと話しているという。ドミンゴの謝罪表明の翌日、スペイン政府はマドリードでの2つの公演をキャンセルし、スペイン文化庁は5月にサルスエラ国立劇場で予定されていたフェデリコ・モレーノ・トローバの『ルイサ・フェルナンダ』については降板とすることを発表した。

## 歌手としての評価
オペラ界においては、陰翳をたたえた美声、充実した中音域、卓越した演技力、すぐれた歌唱技術によって、世界各国において幅広い人気と高い評価を得ている。特筆すべき多様性をもつ歌手であり、ヴェルディ、プッチーニなどのイタリア・オペラ、フランス・オペラ（『ファウスト』、『サムソンとデリラ』など）、ワーグナーなどのドイツ・オペラと広汎な演目をレパートリーとしている。なお、3大テノールでドイツオペラに積極的なのは彼一人だけである。
ドミンゴは、若くしてバリトンとしてキャリアをスタートした後、テノーレ・リリコ（叙情的な声質のテノール）に転向したが、元来はより重いリリコ・スピントの声質だった。その陰翳を帯びた声質と自在な表現力を生かして、30代で数あるテノールの役の中でも特に重厚な歌唱を要するオテロ（ヴェルディ作曲『オテロ』）もレパートリーに加えた。ドミンゴのオテロは彼の世代の第一人者と見なされている。
1968年にはハンブルクで『ローエングリン』の題名役を歌ってワーグナー作品にも進出したが、声帯障害を引き起こしてしまう。しかし、声が成熟して重みと厚みを増すに従いワーグナーの諸役も無理なく歌えるようになり、徐々に彼の主要なレパートリーとなっていく。ついにはバイロイト音楽祭に登場するまでになったが、2000年にユルゲン・フリム演出『指環』のプレミエでジークムントを歌った際、音楽祭総裁のヴォルフガング・ワーグナーと衝突し、以後バイロイト音楽祭には歌手としては出演していない（2018年に指揮者として『ワルキューレ』のみ単独で指揮している）。
反面『愛の妙薬』のネモリーノのような軽いレパートリーにおいても、リリックに柔らかに歌う発声と演技力により評判になった。また伊仏独の多くのオペラに加え英語の新作オペラやオペレッタの英語版まで歌い、のみならずロシア・オペラの『エフゲニー・オネーギン』や『スペードの女王』を原語で歌うなど、語学能力も高い。
またドミンゴは、ロマンチックなオペラのヒーローに相応しい、端正な顔立ちと高身長にも恵まれている（小柄な方が高音が出やすいため長身なテノール歌手は比較的少ない）。見栄えのよさが生きることもあって映像収録にも特に積極的であった。3本の劇場用オペラ映画、ビゼーの『カルメン』、ヴェルディの『オテロ』、『椿姫』を撮影した。更にテレビでも数多くの劇場のオペラ中継の他、「サルスエラの夕べ」等の番組にも出演した。
三大テノールとしてのコンサートは、1990年のFIFAワールドカップイタリア大会で、決勝戦の前夜祭としてローマのカラカラ浴場で行われたイヴェントに始まり、2002年の日韓大会まで続いた。興行的には大成功だったが、大規模な野外会場でのコンサートであり、曲目もポップスが多く、客層も雰囲気も通常のオペラ歌手のリサイタルとは異質なものであった。純粋主義のオペラ愛好家からは「商業主義におもねるものだ」との批判も受けたが、三大テノールは誠実で直截なアプローチによってオペラやクラシック音楽の聴衆を増やすことに貢献したという肯定的な意見もあり、その評価は今も分かれている。
上記の通り、ドミンゴは広汎なレパートリーを誇るが、本人によると最も多く歌った役は『トスカ』のカヴァラドッシだという。この役では4回の正規録音を行なっている他（別に2回映像収録）、プッチーニの他作品も多く録音し、2005年に録音した「エドガール」で、プッチーニの歌劇全作品の録音を達成した。
ドミンゴのレコード＆CD録音は、オペラ全曲盤、オペラ・アリア集、ポピュラーソング集など膨大な数にのぼる。RCA、EMI、ドイツ・グラモフォン、デッカ、ソニークラシカルなど多くのレコードレーベルで録音を行っており、長年デッカと専属契約を結んでいたパヴァロッティとはこの点でも対照的である。
ドミンゴはヴェルディのテノール向けのアリアを、ヴェルディが上演国に合わせてそれぞれの言語で作曲したオリジナル版からの複数版を含めて全数収録したCDセットを録音し、批評家からも概ね好意的な評価を得ている。
近年は再びバリトン歌手として活動しており、『シモン・ボッカネグラ』の題名役や『椿姫』のジェルモン役で高評価を得ている。

## 指揮および芸術監督
指揮活動は歌劇の指揮が中心だが、2001年7月1日にはベルリン・フィルのシーズンを締めくくる恒例の「ヴァルトビューネ」の指揮者として招かれ、スペインものの作品を指揮している。歌手としてはシリアスな役どころの多いドミンゴだが、オペラ指揮者としては『こうもり』を好むらしく、日本では映像 (コヴェントガーデン王立歌劇場、ヘルマン・プライ他)、CD (ミュンヘン放送管弦楽団、ルチア・ポップ他) ともに、指揮者ドミンゴはこの作で初お目見えであった。後者ではアルフレード役を兼ねている。前者は当然指揮だけだが、英語の台詞もまじえガラ・パフォーマンスも織り込まれた (国内販売の「こうもり」原語DVDでは現在唯一) 大晦日のお祭りムードの上演ということで、先輩のプライに舞台上からからかわれたり、指揮台上からひとくさり歌声も披露する(台詞役フロッシュに扮した名優ヨゼフ・マインラートがイーダに対してわざと下手糞な「清きアイーダ」を歌ってみせたのに耐えきれず、という趣向)など、和気あいあいのコヴェントガーデン指揮者デビューとなっている。
また、ワシントン歌劇場で最初の芸術監督に指名され、後にアメリカのロサンジェルス歌劇場でも同職に就任しており、歌手としての活動にとどまらない幅広い活動をこなしている。

## CM出演
- 日本航空「エグゼクティブクラス「SEASONS」」（1996年）
- 2008のディスニー映画『ビバリーヒルズ・チワワ』（日本公開2009/5/1）で野生チワワ軍団のリーダー、モンテの声を担当した。